# Vrbice (Rychnov nad Kněžnou)
Vrbice é uma comuna checa localizada na região de Hradec Králové, distrito de Rychnov nad Kněžnou.